# Едуард Сноудън
Едуард Джозеф Сноудън (на английски: Edward Joseph Snowden) е американски разобличител, шпионин и системен администратор , емигрирал в Русия. Той е работил за ЦРУ и Агенцията за национална сигурност на САЩ  и по тази причина е имал възможност да копира и направи възможно изтичането на секретна информация. Според САЩ той може да е работил като двоен агент и за руските тайни служби ; самият Сноудън отрича да работи за руските тайни служби , макар че според американския конгресмен Майк Роджърс той е предал секретна военна информация на Русия и Китай .
Сноудън разкрива много програми за глобално наблюдение и разследване, много от които са ръководени от Агенцията за национална сигурност и Пет очи (Five Eyes Intelligence Alliance) в сътрудничество с някои телекомуникационни компании и някои европейски правителства.

## Биография
Едуард Сноудън е роден на 21 юни 1983 г. в град Елизабет сити, Северна Каролина. Младежките си години прекарва в Северна Каролина, а след това в Мериленд, съвсем близо до централата на Агенцията за национална сигурност на САЩ. Едуард е сред най-изоставащите ученици в училище и така не успява да завърши гимназия. По-късно се записва на допълнителен компютърен курс в местния колеж, който може да му даде точки, за да вземе поне гимназиална диплома, но той така и не го завършва и си остава без диплома. След училище Сноудън няма никакви амбиции да става шпионин. Целта на младежа е да се присъедини към елитните специални части в армията. През 2003 г. се записва в резерва, но само четири месеца по-късно напуска военните, след като чупи и двата си крака при инцидент на тренировка. Първата си работа в Агенцията за национална сигурност (АНС) получава малко след това, като е нает за охранител в Университета на Мериленд. След известно време е нает в ЦРУ, където работи като специалист по компютърна сигурност. Въпреки че няма никаква официална квалификация, компютърните умения му позволяват бързо да се издигне в йерархията на разузнавателната агенция и той получава достъп до класифицирана информация. През 2007 г. е изпратен от ЦРУ да работи под прикритие в американското посолство в Женева, за което споделя пред вестник „Гардиан“ :
| „ | Много от това, което видях в Женева, наистина ме разочарова относно това как моето правителство работи и какъв е неговият отпечатък върху света. Осъзнах, че съм част от нещо, което прави далеч повече злини, отколкото добро. | “ |

Сноудън разказва, че още тогава е мислел да разкрие тайните схеми на правителството, но е решил да изчака изборите през 2008 г. и да види дали идването на власт на Барак Обама ще доведе до промяна. Разочарованието на Сноудън от Обама го кара да направи дарения за кандидата за президент на САЩ от Републиканската партия през 2012 г. Рон Пол. Сноудън на два пъти превежда по 250 долара на кампанията за Пол, който към този момент се застъпва за по-малко влияние от страна на държавата .
Сноудън решава да изостави целия си живот и семейство, за да работи за принципите си и да разкрие тайните програми на САЩ. На 20 май 2013 г. изоставя красивата балерина Линдзи Милс, с която живее от 4 години. След избухването на скандала със следенето, тя пише в блога си колко самотна и изоставена се чувства. Бащата на момичето обаче споделя пред „Гардиън“, че не таи лоши чувства към него и му пожелава успех .
Сноудън се сбогува окончателно с родината си, отказва се от заплата от 130 000 долара годишно и се качва на самолета за Хонконг, където прави своите разкрития за дейността на АНС пред журналисти /Глен Грийнуолд, Лора Потрас и Юън Макаски/ в началото на юни. Самият той не се крие, тъй като смята, че не е направил нищо незаконно. Репортерите на „Гардиън“, които първи са разговаряли с него, споделят, че той се е съгласил да разкрие всевъзможни лични данни – номер на регистрационна карта в ЦРУ, номер на паспорт, номер на социална осигуровка и др. От вестника описват, че той е тих, умен, но и не обича да се самоизтъква. По този въпрос Сноудън споделя :
| „ | Искам да жертвам всичко, защото не мога съзнателно да позволя на американското правителство да унищожи личната неприкосновеност, интернет свободата и основни свободи за хората по света с тази мащабна машина за следене, която те тайно градят. Единственото, от което се страхувам, са вредните ефекти върху семейството ми, на което аз никога повече няма да мога да помагам. Това ме държи буден през нощта. | “ |

В документ от 14 юни 2013 г. правителството на САЩ повдига серия от обвинения, включително за шпионаж, срещу Едуард Сноудън .
След като разпространява секретна информация на Националната агенция за сигурност Сноудън намира убежище в Русия. Русия го признава за бежанец и му дава право да остане 1 година като по-късно престоят му е удължен до 2020.
През септември 2019 г. е отпечатана автобиографичната му книга „Permanent Record“. В нея Сноудън разказва за живота си и липсата на единно мнение по въпросите, които предизвикват шпионажът, обработването на лични данни, масовото следене, контролът, като политика на правителствата, в съвременните условия – в дигиталния свят на XXI век. Следствие от публикуването на тази автобиография е ново дело в САЩ срещу Сноудън, по обвинения в нарушаване на служебните споразумения, задължаващи го да не огласява информация за дейността си. Неговото твърдение от разкритията му през годините на работа за специалните служби, за истинския резултат, е, по думите му, че американското разузнаване е „хакнало конституцията“ и е застрашило свободата на всеки гражданин. Такива изказвания също са предмет на новото дело срещу Сноудън.

## Подкрепа
- На 15 юни 2013 г. стотици демонстранти излизат по улиците на Хонконг, Китай по време на неговото пребиваване там с призиви към местните власти да не екстрадират Едуард Сноудън, те провеждат шествие до консулството на САЩ, скандирайки лозунги „Защитете свободата на словото“, „Защитете Сноудън“ и „Не на екстрадицията“ [5]. Те провеждат в консулството петиция, адресирана до генералния консул на САЩ в Хонконг Стивън Янг, в което осъждат САЩ за следенето на интернет-потребителите [16].

- На 19 юни 2013 година Джулиан Асандж призовава правителството на Исландия да предостави политическо убежище на Едуард Сноудън [17] Исландски бизнесмен, свързан с WikiLeaks, съобщава, че подготвя частен самолет, за да прибере Сноудън, при положение че властите в Рейкявик му дадат убежище.[13].